# Topola Królewiecka
Topola Królewiecka (lub też topola biała z Królewa) – topola biała, najgrubsza topola w Polsce i jedna z najstarszych. Od 1988 roku pomnik przyrody. Rośnie we wsi Królewo na posesji przy skraju parku graniczącego z plebanią rzymskokatolickiej parafii pw. św. Mikołaja. Jej wiek szacuje się na ponad 230 lat.
Drzewo składało się pierwotnie z trzech odnóg, z czego jedna wyłamała się w 2008 roku, po czym topola została poddana zabiegom pielęgnacyjnym polegającym na redukcji masy korony i wysokości drzewa do 35 m.